# Titan – Nowa Ziemia
Titan – Nowa Ziemia (ang. Titan: After Earth, 2000) – amerykański film animowany, fantastycznonaukowy wyprodukowany przez Fox Animation Studios.

## Obsada
- Matt Damon – Cale Tucker
- Bill Pullman – Kapitan Joseph Korso
- John Leguizamo – Gune
- Nathan Lane – Preed
- Janeane Garofalo – Stith
- Drew Barrymore – Akima
- Ron Perlman – Profesor Sam Tucker
- Alex D. Linz – Młody Cale

i inni

## Wersja polska
Opracowanie wersji polskiej: Start International Polska
Reżyseria: Ewa Złotowska
Dialogi: Joanna Serafińska
Dźwięk i montaż: Sławomir Czwórnóg
Opieka artystyczna: Mariusz Arno Jaworowski
W wersji polskiej udział wzięli:
- Jacek Kopczyński – Cale
- Adam Bauman – Korso
- Joanna Kurowska – Stith
- Cezary Kwieciński – Gune
- Agnieszka Maliszewska – Akima
- Krzysztof Zakrzewski – Preed
- Jacek Czyż – Tek
- Jerzy Dominik – Profesor Sam Tucker
- Marcin Jakimiec – Młody Cale
- Mieczysław Morański – Kuk

i inni

## Soundtrack
1. ”Over My Head” – Lit
2. ”The End is Over” – Powerman 5000
3. ”Cosmic Castaway” – Electrasy
4. ”Everything Under the Stars” – Fun Lovin’ Criminals
5. ”It’s My Turn to Fly” – The Urge
6. ”Like Lovers (Holding On)” – Texas
7. ”Not Quite Paradise” – Bliss 66
8. ”Everybody’s Going to the Moon” – Jamiroquai
9. ”Karma Slave” – Splashdown
10. ”Renegade Survivor” – The Wailing Souls
11. ”Down to Earth” – Luscious Jackson